# Сейтметов, Азат Райымбекович
Азат Райымбекович Сейтметов (14 декабря 1964; Алма-Ата, Казахская ССР, СССР) — казахский актёр кино и театра. Заслуженный деятель Казахстана.

## Биография
Азат Райымбекович Сейтметов Родился в 1964 году в городе Алматы.
Отец — Сейтметов Райымбек Ногайбаевич (1938-2007) советский и казахский театральный режиссёр. Народный артист Казахской ССР, лауреат государственной премии Казахской ССР.
В 1983 – 1985 гг. отслужил в армии.
В 1988 году Окончил Алматинское театральное училище искусств им. Т. Жургенова.
С 1988 года актёр Театра имени М. О. Ауэзова.
Личная жизнь
Женат. Жена — Данагуль Темирсултанова (род.1964) казахская актриса кино и театра. Заслуженный деятель Республики Казахстан.
Имеет 1 сына, 3 дочери.

## Основные роли на сцене
Казахский государственный академический театр драмы имени М. О. Ауэзова
- Из казахской классики и современной драматургии:
- Долгов  в спектакле «Абай» М. Ауэзова (реж. Е. Обаев),
- Матай в «Карагозе» (реж. Б. Атабаев),
- Жрец в спектакле «Енлик – Кебек» (реж. Х. Амир – Темир),
- Жорабек в драме «Такова жизнь» М. Сарсеке  (реж. О. Кенебаев),
- Шомбай в спектакле «Кара кемпир»  А. Амзеулы (реж. Е. Обаев),
- Сайлау в «Осеннем романсе» С. Асылбекулы (реж. А. Рахимов),
- Алеко в «Цыганской серенаде» И. Сапарбая (реж. Е. Обаев, Т. Аралбай),
- Байбол в «Кавалерах» Б. Мукая,
- Сызганов в «Наследниках» Д. Исабекова (реж. О. Кенебаев),
- Акылбай в «Одержимом» (реж. Е. Обаев),
- Самат в спектакле «Актриса» (реж. Н. Жуманиязов),
- Шибут в спектакле «Я иду» И. Гайыпа (реж. К.Касымов),
- Скрипач в спектакле «Поэт… Ангел… Любовь…» Т. әл - Тарази,
- Чубарый уездный начальник в спектакле «Бәкей қыз» Т. Мамесеита,
- Шотбай в спектакле «Свидетельство на преступление» А. Рахимов,
- Барбол в комедии «Свадьба кырманбая» (Реж. А. Рахимов),
- Асылхан в спектакле «Не теряя надежды» Н. Келимбетова (реж. Е. Обаев),
- Койгелди в «Казахах» К. Ыскака и Шахимардена (реж. Т. әл - Тарази), и др.
- Из мировой классики и современной драматургии:
- Лаэрт в «Гамлете» Шекспира (перевод А. Кекилбаева, реж. Ю. Ханинга – Бекназар),
- Жевакин в комедии «Женитьба» Н. Гоголя (перевод. О. Кыйкымов, реж. В. Захаров),
- Старик в «Лавине» Т. Жуженоглу (реж. А. Какишева),
- Назар в «Преступлении» М. Байджиева (реж. О. Акжаркын – Сарсенбек) и др.

## Фильмография
|    | Год         | Название                                  | Роль            | Режиссёр                                    |
| -- | ----------- | ----------------------------------------- | --------------- | ------------------------------------------- |
| 1  | 1987        | Лейтенант С. (ТВ)                         | Ильяс           | Тимурлан Арганчеев                          |
| 2  | 2001 - 2003 | Саранча (телесериал)                      | Мирза Матажанов | Галина Ефимова                              |
| 3  | 2007        | Рэкетир                                   | Следователь     | Акан Сатаев                                 |
| 4  | 2009        | Откройте дверь, я – счастье! (телесериал) | Военком         | Вячеслав Матухин                            |
| 5  | 2010        | Асель, друзья и подруги (телесериал)      | Мустафа         | Галина Ефимова, Чингиз Капин                |
| 6  | 2011        | Небо моего детства                        | Милиционер      | Рустем Абдрашев                             |
| 7  | 2012 - 2013 | Семейка Нуркеновых (сериал)               | актёр           | Ахат Ибраев                                 |
| 8  | 2012        | Прямой эфир (сериал)                      | актёр           | Канагат Мустафин                            |
| 9  | 2012        | Подружки (сериал)                         | актёр           | Айдын Самаханов, Арман Алдажаров            |
| 10 | 2012        | Одноклассники (сериал)                    | актёр           | Эля Гильман, Елена Лисасина, Игорь Пискунов |
| 11 | 2013        | Он и она                                  | актёр           | Сакен Жолдас                                |
| 12 | 2016        | Дорога к матери                           | Жансеит         | Ахан Сатаев                                 |
| 13 | 2017        | 100 минут о любви                         | Каирбек         | Альмири Карпыков                            |
| 14 | 2018        | Той любой ценой                           | Каирбек         | Канагат Мустафин, Айдын Сахаманов           |

## Награды
- Заслуженный деятель Казахстана
- Медаль «25 лет независимости Республики Казахстан» (2016)
- Главный приз «Seoul International Drama Awards» в номинации «Лучшая мужская роль» за главную роль в телесериале «Әке» (8 сентября 2016, Сеул).[1]